# Bolond Istók (rockopera)
A Bolond Istók először a Zenés TV Színházban bemutatott rockopera.
A hossza: 58 perc, rádióra Garai Gábor dolgozta át. Ebből írt rockoperát Victor Máté 1977-ben, közreműködött a Gemini együttes.

## Történet
„Bekukkant, mint Bolond Istók Debrecenbe” - tartja a magyar mondás, ami Arany Jánosnak tulajdonítható. 
Szinte egyszerre született a két költőbarát, Arany és Petőfi Sándor elbeszélő költeménye ugyanarról a Bolond Istókról, a széllel bélelt legényről, aki betéved, és boldogságot hoz az elárvult tanyára.

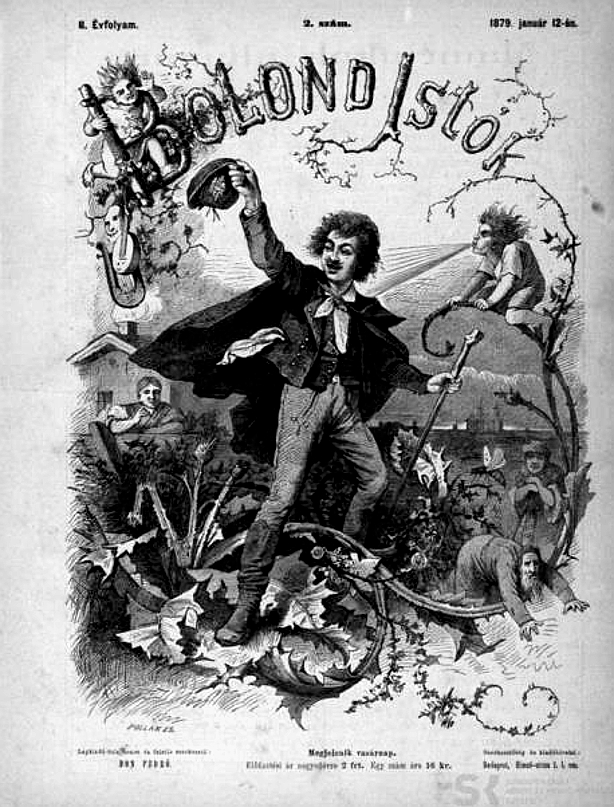
Pollák Zsigmond rajza (1891)

A Bolond Istók című zenés játék, melynek szövegét Petőfi Sándor elbeszélő költeménye nyomán Garai Gábor írta, zenéjét Victor Máté szerezte, közreműködött a Gemini együttes.
Bolond Istók sok képtelenséget csinál, a sok bolondos cselekedetért nevezik Bolond Istóknak. A garabonciás diák még a 20. század magyar néphitében is közismert hiedelemalak.
A filmbeli Bolond Istók csak részben hű Petőfi halhatatlan alakjához.
Bolond Istók, az örök garabonciás nem a saját boldogulását keresi a földön, az ő mottója szerint: „Míg az ember boldog nem volt, addig meg nem halhat.” 
Bolond Istók vándorútja során menedéket kér. Egy tanyaudvarban a gazda asztalához hívja, beszélgetésbe kezdenek. Istók megtudja, hogy a gazda igen elkeseredett, és már csak a halálra vár. Két fia meghalt, a
harmadik pedig megfeledkezett róla. Istók az ő mottója szerint vigasztalja. A filmbeli történet fenyvesekkel övezett tisztás közepén mesebeli kunyhóban zajlik, elhagyott tanyaudvarban. A távolban megbújó fehér falura látni, Pátyra. 
A jelképes történet, amely egy vándorló, mai szóhasználattal hippiéletet élő fiatalemberről szól, hiszen a mű a kornak szól, helytől, időtől függetlenül. Nélkülöz minden magyarkodó motívumot, minden népnek szólhat. A filmbéli berendezéssel is utalnak erre, bármely ország bármely tanyáján élhet megkeseredett, magányos öregember. Bolond Istók is kortalan. „Mindenhol van és sehol’.

## Közreműködnek
- A címszerepet Tahi József játssza (énekhangja: Victor Máté)
- a Lány: Peremartoni Krisztina (ének: Serfőző Anikó)
- Gobbi Hilda (Dajka)
- Csákányi László (Gazda)
- Hollai Kálmán (Apa)
- Bolond Istók társa a vándorlásban — Tahi József filmbeli „partnere” Bell nevű, vörösesfehér szőrű bernáthegyi kutya
- rendező: Szitányi András
- vágó: Somogyi Zsuzsa
- operatőr: Bónis Gyula
- zene: Victor Máté - Gemini
- dramaturg: Sztevanovity Dusán

Helyszín: A külső felvételek Pátyon, Pilisborosjenőn és a Farkasvölgyben készült.
Az Erkel-díjat kapott Victor Máté: a Villon és a többiek című musical, a Bolond Istók című tévéopera kapcsán, melyeken a Gemini együttessel dolgozott.